# Drepanostachyum falcatum
Drepanostachyum falcatum là một loài thực vật có hoa trong họ Hòa thảo. Loài này được (Nees) Keng f. mô tả khoa học đầu tiên năm 1983.